# 法伯 (密蘇里州)
法伯（英語：Farber）是位於美國密蘇里州奧德雷恩縣的城市。

## 人口
根據2020年美國人口普查的數據，法伯的面積為0.74平方千米，皆為陸地。當地共有人口255人，而人口密度為每平方千米345人。